# Kirche Hl. Apostel Peter und Paul (Sot)

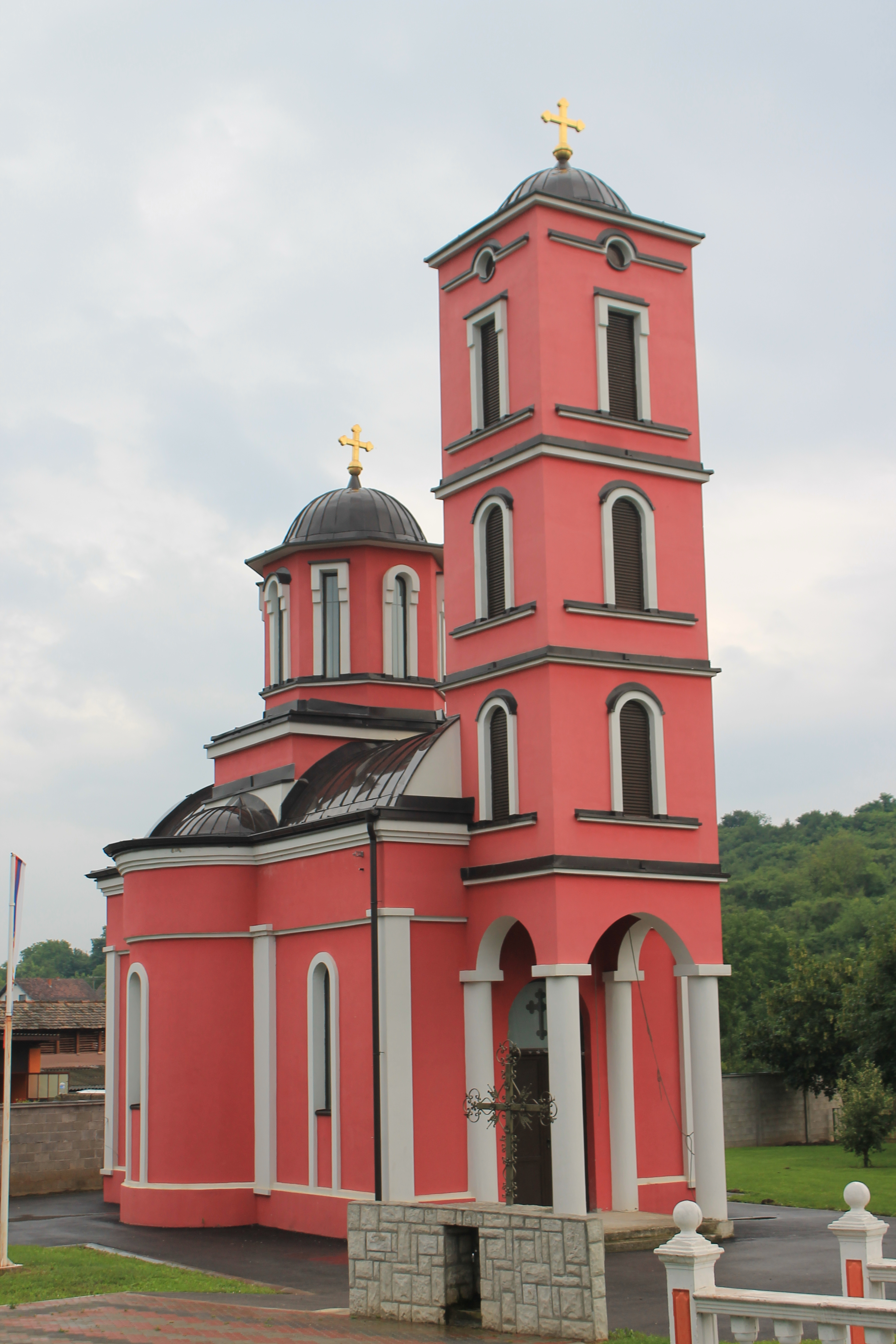
Die Kirche Hl. Apostel Peter und Paul in Sot

Die Kirche Hl. Apostel Peter und Paul (serbisch: Црква Светих апостола Петра и Павла, Crkva Svetih apostola Petra i Pavla) im Dorf Sot in der Opština Šid ist eine serbisch-orthodoxe Kirche in der nordserbischen autonomen Provinz Vojvodina.
Das von 2005 bis 2009 erbaute Kirchengebäude ist den Hll. Aposteln Peter und Paul geweiht und ist die Filialkirche der Pfarrei Molovin, im Dekanat Šid, der Eparchie Srem, der Serbisch-Orthodoxen Kirche. Die Pfarrei Molovin besteht aus den drei Dörfern: Molovin, Sot und Bikić Do. Sie gilt als eine der kleinsten Pfarreien der Eparchie Srem.

## Lage
Sot liegt in der Landschaft des Srem, im nördlichen Teil der Opština Šid, an den südwestlichen Hängen der Fruška Gora, unweit der Grenze zur Republik Kroatien. Beim Dorf befindet sich der See Sotsko Jezero. Südlich der Kirche fließt der Fluss Šidina.
Die Kirche steht an der Kreuzung der wichtigsten Dorfstraßen: der Ulica Moše Pijade, der Dunavska ulica und der Ulica Maršala Tita.  Die genaue Adresse der Kirche lautet Ulica Maršala Tita Nr. 2.
Nahe bei der Kirche stehen die Dorfgrundschule Sremski Front, die Dorfpost, das Gesundheitshaus und der Fußballplatz. Unweit westlich der orthodoxen Kirche steht auf einer kleinen Anhöhe die 1747 erbaute römisch-katholische Kirche St. Katharina.
Im kleinen teilweise umzäunten Kirchhof stehen neben der Kirche eine Brücke, ein kleiner Kirchbrunnen mit einem großen orthodoxen Kreuz, Bäume und zwei Fahnenständer.

## Geschichte

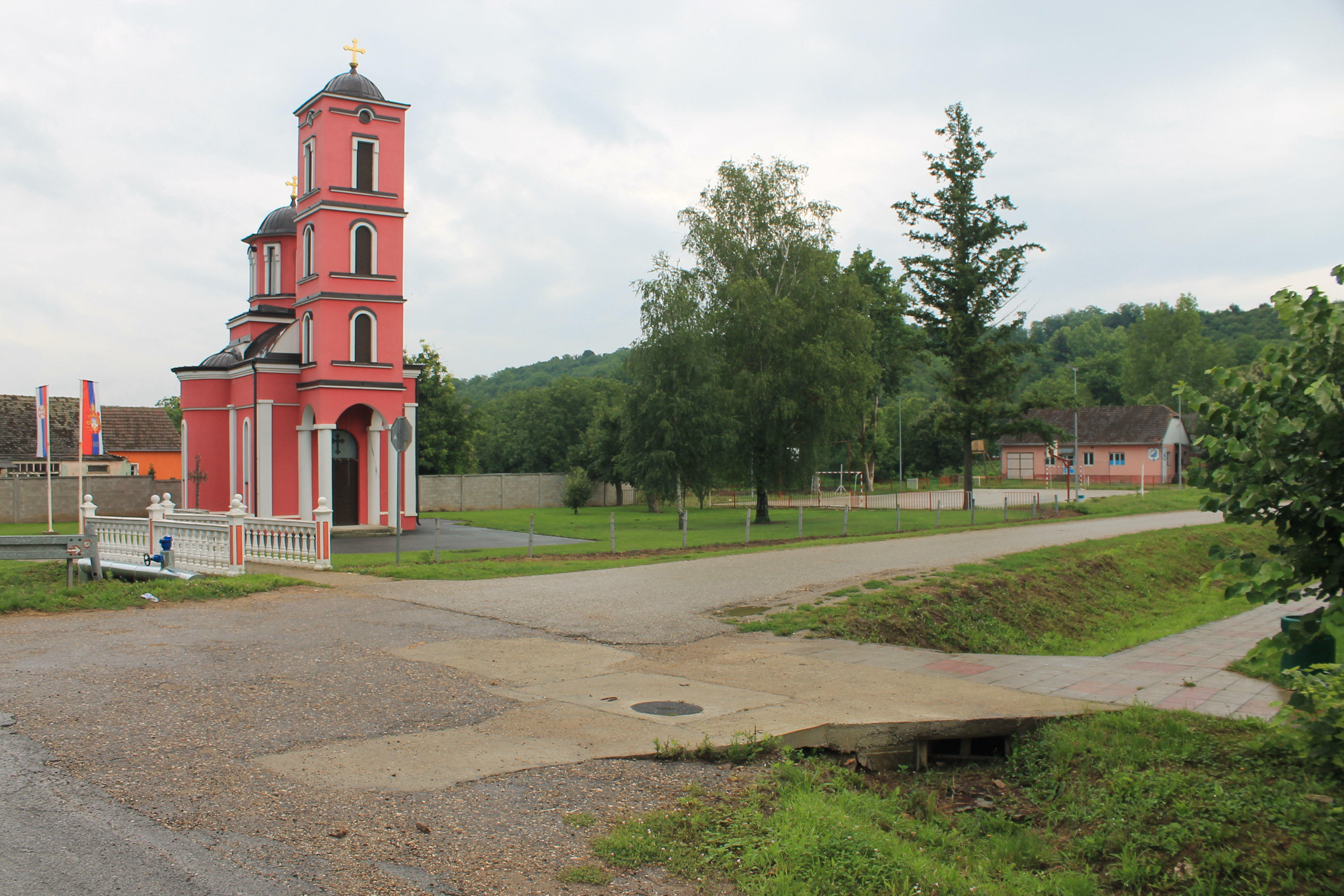
Kirche und Umgebung

Sot wird hauptsächlich von einer gemischten Bevölkerung aus Serben, Kroaten, Ungarn und Slowaken bewohnt. In Folge der Jugoslawienkriege, in den 1990er Jahren, kamen eine größere Anzahl von geflohenen und vertriebenen Serben aus der kroatischen Region Slawonien in den Ort.
Anfang der 2000er Jahre wurde der Bau einer orthodoxen Kirche im Ort beschlossen. Die Kirchenfundamente wurden im Jahr 2005 geweiht, als die Bauarbeiten noch während der Amtszeit des Priesters Duško Đeorđić im selben Jahr begannen. Neben der Dorfbevölkerung und der Eparchie Srem leistete auch die Regierung der Autonomen Provinz Vojvodina beim Bau dieses Gotteshauses umfassende Unterstützung. Die groben Baumaßnahmen wurden bis 2009 abgeschlossen.
Auch Serben aus der Schweiz haben für die Kirche gespendet. Eine Familie stiftete eine Kirchglocke für das Seelenheil ihres verstorbenen Sohnes Miloš, die zweite Kirchglocke wurde von Zorka Bakić gestiftet, während die Kirchenkreuze von der Familie Kartela gespendet wurden.
Die Ikonostase im Kircheninneren, wurde vom Kloster Hl. Petka in Berkasovo, der Kirche in Sot geschenkt. Diese Ikonostase wurde Anfang des 20. Jahrhunderts von einem autodidaktischen Maler aus der Stadt Bačka Palanka bemalt. 1998 restaurierten die Brüder Boško und Branko Mitrović die Ikonostase.
Am 18. November 2018 wurde die Kirche Hl. Apostel Peter und Paul vom Bischof der Eparchie Srem, Vasilije, mit der Assistenz mehrerer Geistlicher und unter dem Dasein vieler Gläubiger, feierlich eingeweiht. Nach der Weihe der Kirche hielt Bischof Vasilije die Hl. hierarchische Liturgie im Gotteshaus. Außerdem dankte der Bischof allen, die mit ihrem Einsatz und ihren Beiträgen zum Bau der Kirche in Sot beigetragen haben.

## Architektur

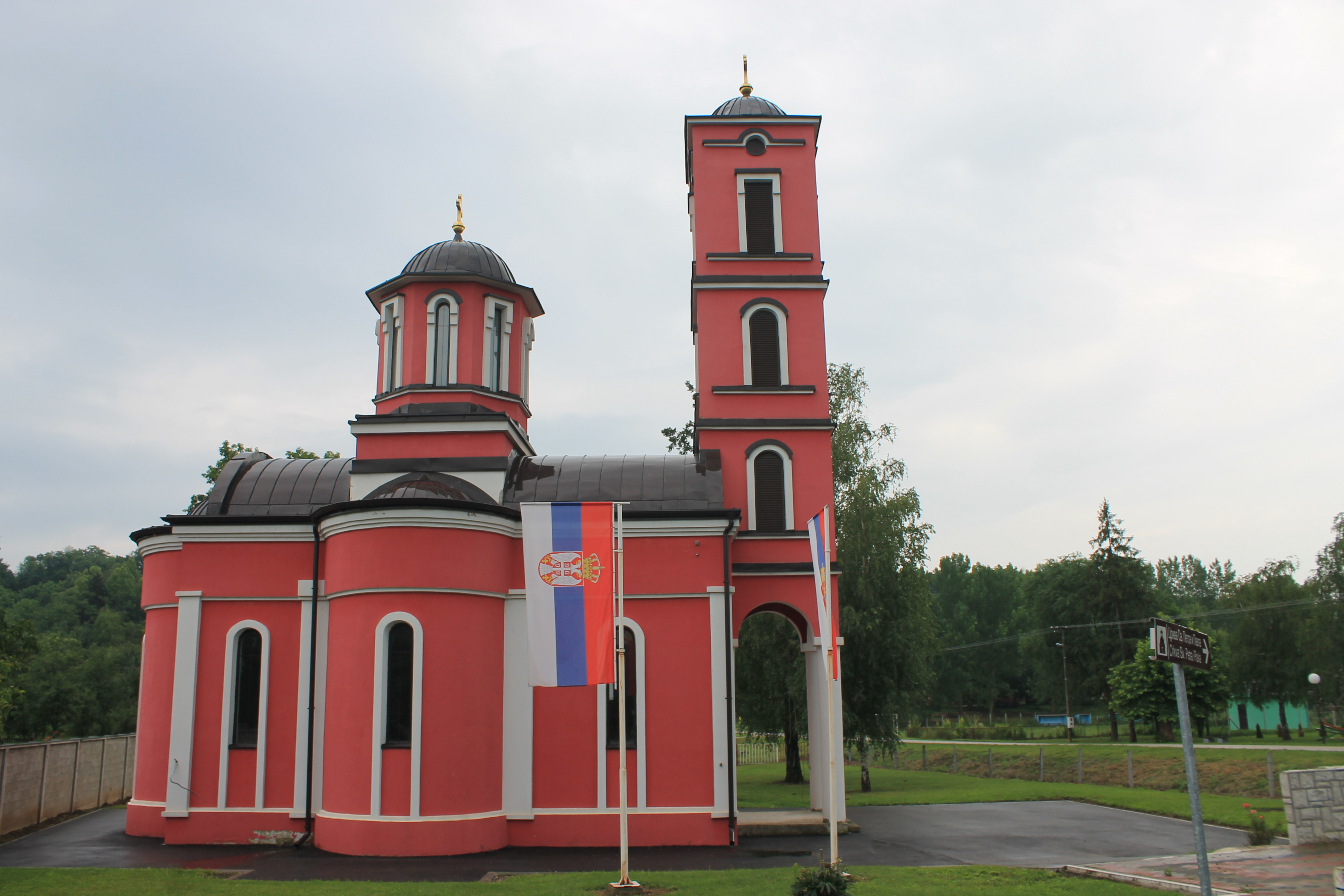
Seitenansicht der Nordfassade

Das Kirchengebäude ist in einer modernen Adaption des traditionellen Serbisch-byzantinischen Baustils erbaut worden.
Die einschiffige Kreuzkuppelkirche ist mit einer halbrunden Altar-Apsis im Osten, einer großen zentralen Rundkuppel, die sich über dem Tambour, in der Mitte des Naos erhebt, halbrunden Seitenkonchen in der Kirchenschiffmitte und einem kleinen Narthex mitsamt einem an die Westfassade angebauten hohen Kirchturm, im Westen, erbaut worden.
Auffällig ist die rote Farbe der Außenfassaden mit weißen Verzierungen in Form von flachen Pilastern mit einfachen Kapitellen. Zur Fassadengestaltung der Kirche gehören unter anderem halbrunde Bogenfenster und runde Fensteröffnungen (Oculus).
Der einzige Eingang der Kirche mit säulengestützten Unterbau befindet sich an der Westfassade der Kirche. Über der Eingangstür ist ein großes orthodoxes Kreuz dargestellt.  Das Gotteshaus besitzt zwei Kirchenkreuze, eines auf der Spitze der großen Rundkuppel und ein zweites auf der Spitze der Kuppel des Kirchturms.
Im Kircheninnenraum steht die hölzerne Ikonostase mit Ikonen. Auch ist geplant die Kirchenwände mit byzantinischen Fresken zu bemalen.